# Liste der Kulturgüter in Thusis
Die Liste der Kulturgüter in Thusis enthält alle Objekte in der Gemeinde Thusis im Kanton Graubünden, die gemäss der Haager Konvention zum Schutz von Kulturgut bei bewaffneten Konflikten, dem Bundesgesetz vom 20. Juni 2014 über den Schutz der Kulturgüter bei bewaffneten Konflikten sowie der Verordnung vom 29. Oktober 2014 über den Schutz der Kulturgüter bei bewaffneten Konflikten unter Schutz stehen.
Objekte der Kategorie A sind im Gemeindegebiet nicht ausgewiesen, Objekte der Kategorie B sind vollständig in der Liste enthalten, Objekte der Kategorie C fehlen zurzeit (Stand: 13. Oktober 2021).

## Kulturgüter
| Foto |                                                                             | Objekt                                                 | Kat. | Typ | Standort                                      | Beschreibung |
| ---- | --------------------------------------------------------------------------- | ------------------------------------------------------ | ---- | --- | --------------------------------------------- | ------------ |
| ja   | Datei hochladen · Wikidata zu Burg Obertagstein (Q1013390)                  | Obertagstein, mittelalterliche Burgruine KGS-Nr.: 3343 | B    | F   | 752150 / 172350                               |              |
| BW   | Datei hochladen · Wikidata zu Haus Krone (Haus Rosenroll) (Q29785203)       | Haus Krone (Haus Rosenroll) KGS-Nr.: 3344              | B    | G   | Altdorfstrasse 13 752940 / 173370             |              |
| BW   | Datei hochladen · Wikidata zu Nolla-Fassung der Rheinkorrektion (Q29785204) | Nolla-Fassung der Rheinkorrektion KGS-Nr.: 3345        | B    | G   | Übernolla 753040 / 173260                     |              |
| ja   | Datei hochladen · Wikidata zu Reformierte Kirche Thusis (Q2137096)          | Reformierte Kirche KGS-Nr.: 3346                       | B    | G   | Altdorfstrasse / Kirchenstutz 752980 / 173410 |              |
| ja   | Datei hochladen · Wikidata zu Schlösschen Rosenroll (Veragut) (Q29785206)   | Schlösschen Rosenroll (Veragut) KGS-Nr.: 3347          | B    | G   | Feldstrasse 1 752892 / 173458                 |              |
| ja   | Datei hochladen · Wikidata zu Evangelische Kirche in Obermutten (Q1674782)  | Reformierte Kirche KGS-Nr.: 10047                      | B    | G   | Obermutten 756460 / 171020                    |              |
| BW   | Datei hochladen · Wikidata zu Ehem. Hotel Viamala (Q29785201)               | Ehemaliges Hotel Viamala KGS-Nr.: 10819                | B    | G   | Neudorfstrasse 6 753042 / 173440              |              |